# Бюдельсдорф
Бю́дельсдорф (нем. Büdelsdorf, дат. Bydelstorp) — город в Германии, в земле Шлезвиг-Гольштейн. 
Входит в состав района Рендсбург-Экернфёрде.  Население составляет 10 080 человек (на 31 декабря 2010 года). Занимает площадь 6,24 км². Официальный код  —  01 0 58 034.